# Brian Cox (fizikus)
Brian Edward Cox CBE FRS (Oldham, 1968. március 3. –) angol fizikus és egykori zenész, a Manchesteri Egyetem Fizikai és Csillagászati Iskola (School of Physics and Astronomy) részecskefizikai professzora és a Royal Society Tudományos társadalmi szerepvállalás professzora. A közönség leginkább tudományos műsorok előadójaként ismeri, különösen a Wonders of... sorozat, valamint olyan népszerű tudományos könyvek előadójaként, mint például a Why Does E=mc²? és a The Quantum Universe.
Coxot David Attenborough és Patrick Moore is a BBC tudományos műsorvezetői utódjaként tekintette.
Tudományos pályafutása előtt Cox a brit D:Ream és Dare együttes billentyűse volt. 2024. június 29-én Cox a D:Ream együttessel jelent meg a Glastonbury Fesztiválon a "Things Can Only Get Better" című dal előadásával.

## A kezdetek, tanulmányai
Cox 1968. március 3-án született a Royal Oldham Kórházban, később a közeli Chaddertonban élt 1971-től. Van egy húga. Szülei a Yorkshire Banknál dolgoztak, édesanyja pénztárosként, apja pedig középvezetőként dolgozott ugyanabban a fiókban. 1979 és 1986 között a független oldhami Hulme Gimnáziumba járt.
Számos interjúban és a Wonders of the Universe egyik epizódjában kijelentette, hogy amikor 12 éves volt, Carl Sagan Cosmos című könyve kulcsfontosságú tényező volt abban, hogy fizikussá váljék.
Azt mondta a The Jonathan Ross Show-ban, hogy rosszul teljesített a matematika A-szintű vizsgáján: "D-t kaptam... Tényleg nem voltam túl jó... Rájöttem, hogy gyakorolni kell."

### Zene
Az 1980-as években és a 90-es évek elején Cox a Dare rockzenekar billentyűse volt. A Dare két albumot adott ki Coxszal – az Out of the Silence 1988-ban és a Blood from Stone 1991-ben. Csatlakozott a D:Reamhez, egy olyan csoporthoz, amely számos sikert aratott a brit listákon, köztük az első a "Things Can Only Get Better", ami később a New Labour (Új Munkáspárt) választási himnusza lett, bár ő nem játszott ezen a számon. 2015-ben vendégbillentyűsként szerepelt a New Order "Your Silent Face" című dalának élő előadásában. Cox írta az Orchestral Manoeuvres in the Dark (OMD) hivatalos életrajzának előszavát, a Pretending to See the Future (2018) címen, miután fiatal korában "megszállott rajongója" volt a zenekarnak. A dalaikkal kapcsolatban így nyilatkozott: "Ők formálták a karakteremet, és inspiráltak a zenélésre."
Cox továbbra is szórványosan fellép. 2015-ben vendégbillentyűsként szerepelt a New Order "Your Silent Face" című dalának előadásában. 2022-ben az OMD "Enola Gay című dalának élő feldolgozását játszotta Andy McCluskey frontembere mellett.

### Felsőoktatás

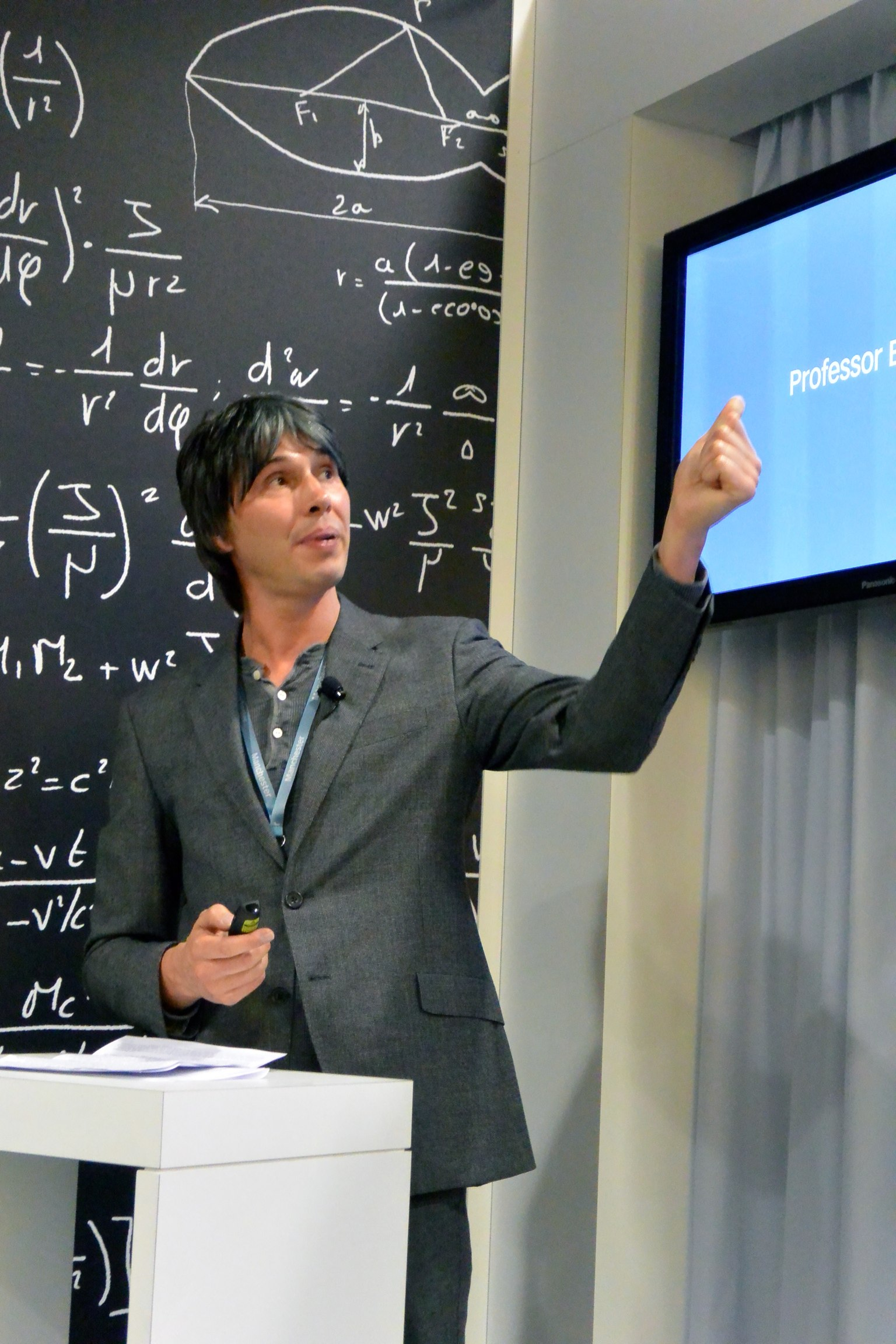
Brian Cox 2013-ban

Cox zenei karrierje során fizikát tanult a Manchesteri Egyetemen. Első osztályú kitüntetéssel szerzett Bachelor of Science fokozatot. Miután a D:Ream 1997-ben feloszlott, megszerezte doktori fokozatát nagyenergiájú részecskefizikából a Manchesteri Egyetemen. Dolgozatát, a Double Diffraction Dissociation at Large Momentum Transfer című tézisét Robin Marshall irányította. és kutatásai alapján a Hadron Elektron Ring Anlage (HERA részecskegyorsító, Hamburg) H1-részecskedetektor kísérletén végzett a németországi hamburgi DESY laboratóriumban.

## Karrier és kutatás
Cox a Manchesteri Egyetem részecskefizikusa. Az ATLAS-kísérleten dolgozott a Nagy Hadronütköztetőben (LHC) a CERN-ben, a svájci Genf közelében. Korábban a Royal Society University Research Fellowship (URF) és a Particle Physics and Astronomy Research Council (PPARC) haladó kutatási ösztöndíjasa volt.
Cox több fizikáról szóló könyvet írt, köztük az E=mc2? és a Kvantum-univerzum című könyvet, mindkettőt Jeff Forshaw-val.

## Műsorvezetés

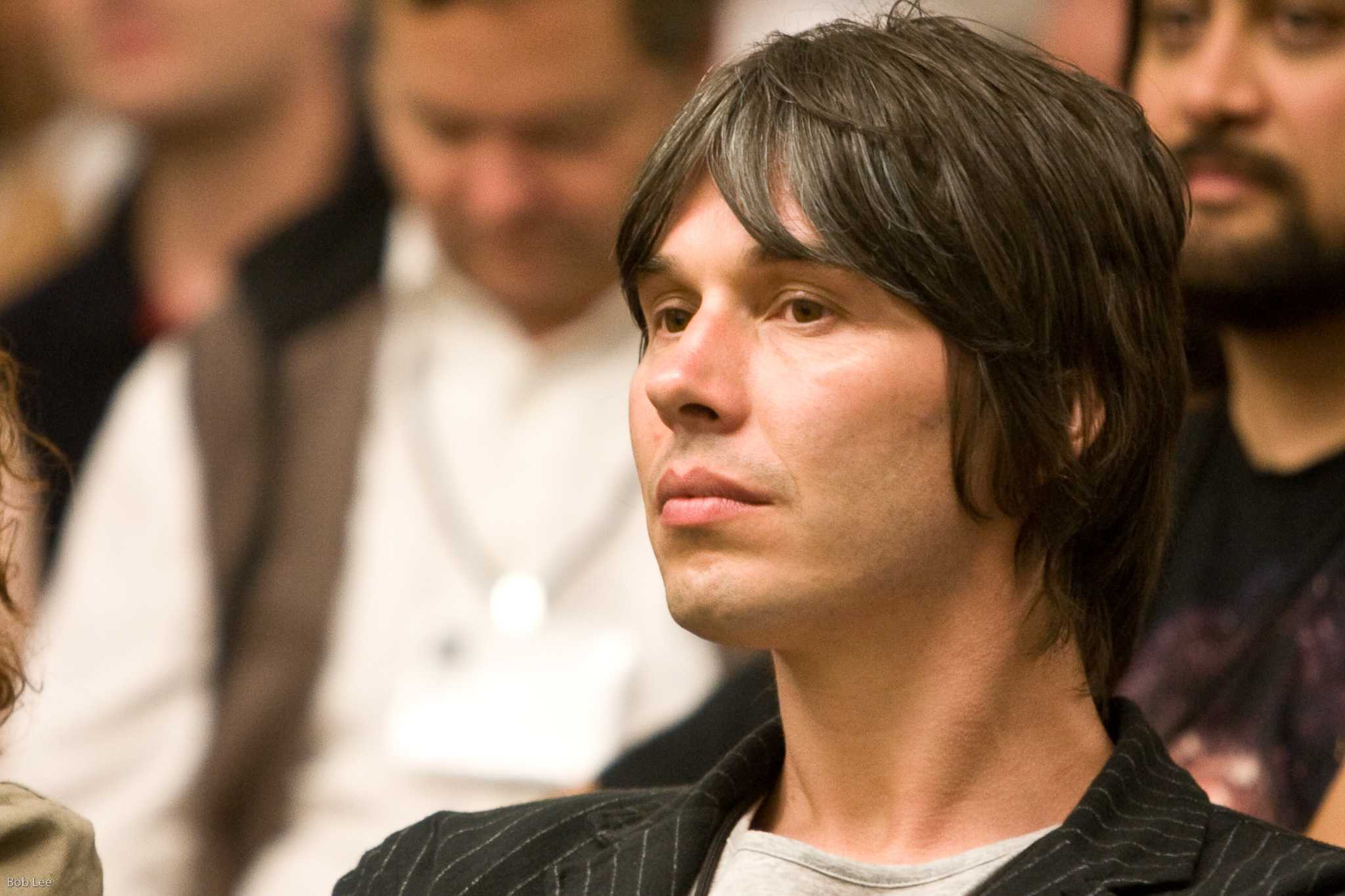
A Science Foo Camp-ban 2008-ban

Cox számos tudományos ismeretterjesztő műsorban szerepelt a BBC rádióban és televízióban, köztük az In Einstein's Shadow, a BBC Horizon sorozat ("The Six Billion Dollar Experiment", "What on Earth is Wrong with Gravity?", "Do You Know What Time It Is?", és "Can we Make a Star on Earth?"), valamint a BBC Bitesize műsorai. 2010 elején mutatta be a BBC Two a Wonders of the Solar System ötrészes televíziós sorozatot, majd egy négy részes sorozatot, a Wonders of the Universe-t, amely 2011. március 6-án kezdődött. A Wonders of Life című filmet 2013-ban sugározták. Szerepelt a Space Hoppers és a CBBC Dani's House sorozatában is.
Cox bemutatott egy háromrészes BBC-sorozatot is Science Britannica néven, amelyben feltárja a brit tudósok elmúlt 350 évének hozzájárulását, valamint a brit tudomány és a közvélemény közötti kapcsolatot.
A BBC Two Coxot bízta meg a Stargazing Live háromnapos élő csillagászati sorozat bemutatásával 2011 januárjában – a fizikusból lett komikus Dara Ó Briainnel közösen bemutatva Jonathan Ross műsorvezetővel –, amely az Egyesült Királyságban zajló eseményekhez kapcsolódik. 2012 januárjában és 2013 januárjában futott egy második és egy harmadik sorozat, amelyen különféle vendégek szerepeltek.
2009 novembere óta Cox Robin Ince komikussal közösen vezeti a BBC Radio 4 "vidám tudományos magazinműsorát", The Infinite Monkey Cage címmel. A vendégek között szerepelt Tim Minchin, Alexei Sayle, Dara Ó Briain humoristák és tudósok, köztük Alice Roberts a BBC The Incredible Human Journey című műsorából, valamint Neil deGrasse Tyson asztrofizikus Cox az Ince Nine Lessons és Carols for Godless People műsorában is feltűnt. Rendszeres közreműködője volt a BBC 6 Music Breakfast Show-jának (és 2019 óta az Afternoon Show-nak) Shaun Keavenyvel együtt, heti műsorral, valamint éves karácsonyi különlegességgel Keavenyvel és Brian Enoval. Feltűnt Robert Llewellyn CarPool podcast sorozatának 2009. július 24-i epizódjában.
Cox számos alkalommal megjelent a TED-en is, előadásokat tartva az LHC-ről és a részecskefizikáról. 2009-ben megjelent a People magazin Sexiest Men Alive című számában. 2010-ben szerepelt a Symphony of Science The Case for Mars című művében. 2010 novemberében promóciós megjelenést tett a Covent Garden Apple Store-ban, televíziós sorozatát kísérő új e-könyveiről beszélt, valamint válaszolt a közönség kérdéseire.
Cox a Royal Television Society 2010-es Huw Wheldon emlékelőadását tartotta „Tudomány, kihívás a TV-ortodoxiának” címmel, amelyben a tudomány és a tudományról szóló hírek médiamegjelenésének problémáit vizsgálta. Később a BBC Two sugározta. Március 4-én a Nemzeti Színházban a "Frankenstein tudománya" című előadáson Cox Richard Holmes életrajzíróval beszélgetett Mary Shelley regényéről és az emberiség azon vágyáról, hogy életet keltsen egy élettelen tárgyban, és hogy lehetséges-e ez a gondolat ma is, mint a 19. században.
2011. március 6-án Cox vendégként szerepelt Patrick Moore The Sky at Night 700. epizódjának évfordulóján. Azt mondta, hogy egész életen át rajongója a programnak, és ez segítette abban, hogy fizikussá váljon. 2011. március 10-én tartotta a kilencedik Douglas Adams-emlékelőadást.
Cox tanácsadója volt a Sunshine című tudományos-fantasztikus filmnek. A DVD-kiadáson hangkommentárt ad, ahol a filmben ábrázolt tudományos pontosságokat (és pontatlanságokat) tárgyalja. A Discovery Channel különleges Megaworld: Switzerland című műsorában is szerepelt. 2013-ban újabb sorozatot mutatott be a Wonders of Life-ot.
2013. november 14-én a BBC a Doctor Who 50. évfordulója alkalmából sugározta a The Science of Doctor Who című műsort, amelyben Cox az időutazás rejtelmeivel foglalkozik. Az előadást a Royal Institution Faraday Lecture Theatre-ben rögzítették. A BBC ezt követően a Cox által is bemutatott Human Universe-t és Forces of Nature-t sugározta.
Régóta rajongója a Monty Python csoportnak, és 2014 júliusában a színpadon lépett fel 10 randevús élő műsoruk, a Monty Python Live (Mostly) utolsó estéjén. Feltűnik a Monty Python: The Meaning of Live (Az élet értelme) című dokumentumfilmben is.
2017-ben Cox megjelent a Postman Pat gyermektelevíziós műsorban, Ryan Farrow professzor űrszakértő hangjaként.

## Díjak és kitüntetések
Cox számos díjat kapott a tudomány népszerűsítésére tett erőfeszítéseiért. 2002-ben a The Explorers Club nemzetközi tagjává választották, 2006-ban pedig megkapta a British Association Lord Kelvin-díját. 2006 és 2013 között tekintélyes Royal Society University Research Fellowship-ben (egy korai pályafutású kutatási ösztöndíjban) részesült. Gyakori előadó volt, 2006-ban az Ausztrál Tudományos Fesztivál főelőadója volt, 2010-ben pedig elnyerte a Fizikai Intézet Kelvin-érmét és díját a fizika vonzerejének és izgalmának a nagyközönség számára történő közvetítésében végzett munkájáért.
A 2010-es születésnapi kitüntetésben a Brit Birodalom Rendjének (OBE) tisztjévé nevezték ki a tudományért végzett szolgálatokért és a Brit Birodalom Rendjének (CBE) parancsnokává a 2020-as születésnapi kitüntetésben a tudomány népszerűsítéséért végzett szolgálatokért.
2011. március 15-én a Royal Television Society for Wonders of the Universe a legjobb műsorvezető és a legjobb tudományos/természettörténeti műsor díját nyerte el. 2011. március 25-én kétszer megnyerte a Broadcasting Press Guild Awards díját a "legjobb színésznek" nem színészi szerepben, míg a Wonders of the Solar System 2010 legjobb dokumentumfilm-sorozatának választották.
2012 júliusában Cox tiszteletbeli doktori címet kapott a Huddersfieldi Egyetemen, amelyet Sir Patrick Stewart adott át. Még ugyanebben az évben Sir Peter Knight a Fizikai Intézet elnöki kitüntetését adományozta neki, majd beszédet mondott a tudományos oktatás értékéről és arról, hogy többet kell fektetni a tudósok jövő generációiba. 2012. október 5-én Coxot a Nyílt Egyetem (Open University) tiszteletbeli doktori címmel tüntette ki az „Oktatáshoz és kultúrához való kivételes hozzájárulásáért”. 2012-ben a Royal Society Michael Faraday-díját is elnyerte „a tudományos kommunikáció terén végzett kiváló munkájáért”. 2016-ban a Royal Society (FRS) tagjává választották.
2022-ben a Cambridge Union Society-n Cambridge-i Egyetem-en megkapta a Hawking-ösztöndíjat.

## Politikai nézetek
Cox aggodalmának adott hangot a Brexittel kapcsolatban, mondván, hogy úgy érzi, ez „gyengíti a szomszédos országainkkal való interakciónkat”, és hogy „nem lehet a megfelelő pálya”. 2018. június 23-án Londonban tartották a People's Vote felvonulást az Európai Unióból való kilépésről szóló népszavazás második évfordulója alkalmából. Cox a Twitteren azt írta, hogy "ha (a népszavazást) ismert kilépési feltételek mellett tartanák meg, és a távozásra többen voksolnának, akkor azt megalapozott döntésként támogatnám. Ez az én érvem amellett, hogy legyen ilyen." Cox azt kérte, hogy tiltsák ki a „brit nép” kifejezést a politikai diskurzusból, és „lázító és megosztónak” nevezte azt.

## Idézet
```
 "Aki azt hiszi, hogy a Nagy Hadronütköztető el fogja pusztítani a világot, az hülye."
[
93
]
```

## Magánélet
2003-ban Cox feleségül vette Gia Milinovich amerikai tudományos műsorvezetőt a minnesotai Duluthban. 2009-ben született egy fiuk, Milinovichnak pedig egy korábbi kapcsolatából volt egy. A család jelenleg Battersea-ben él.
Cox elutasította az ateista címkét, és kijelentette, hogy "nincs személyes hite". 2009-ben közreműködött a The Atheist's Guide to Christmas című jótékonysági célú könyvben. Ő humanista, és az Egyesült Királyság humanistáinak kitüntetett támogatója. 2019 júniusában Cox kifejtette, hogy nem lehet biztos abban, hogy nincs Isten, és hogy a tudomány nem tud minden kérdésre válaszolni.
Cox az Oldham Athletic futballklub szurkolója, és bérlettel is rendelkezik a klubnál.

## Diszkográfia
Session discography
- Dare – Out of the Silence (1988)
- Dare – Blood from Stone (1991)
- D:Ream – D:Ream on Volume 1 (1993)
- D:Ream – In Memory Of... (2011)

## Bibliográfia
- Why Does E=mc²? (And Why Should We Care?) with Jeff Forshaw[49] (2009)
- Wonders of the Solar System (with Andrew Cohen) (2010)
- Wonders of the Universe (with Andrew Cohen) (2011)
- The Quantum Universe (And Why Anything That Can Happen, Does) with Jeff Forshaw (2011)
- Wonders of Life: Exploring the Most Extraordinary Phenomenon in the Universe (with Andrew Cohen) (2013)
- Human Universe (with Andrew Cohen) (2014)
- Forces of Nature (with Andrew Cohen) (2016)
- Universal: A Guide to the Cosmos with Jeff Forshaw (2016)[102]
- Black Holes: The Key to Understanding the Universe (with Jeff Forshaw(wd)) (2022)

### Magyarul megjelent
- Brian Cox – Jeff Forshaw[49]: E=mc² (De miért olyan nagy ügy ez?) (Why Does E=mc²? – and Why Should We Care?) – Európa, Budapest, 2012 · ISBN 9789630794763 · fordította: Pataki János
- Brian Cox – Jeff Forshaw: A kvantum világegyetem (The Quantum Universe: Everything That Can Happen Does Happen) – Akkord, 2013 · ISBN 9789632520742 · ford.: Debreczeni Gergely (Talentum tudományos könyvtár sorozat)
- Brian Cox – Andrew Cohen: Az univerzum csodája: az ember (Human Universe) – Akkord, 2016 · ISBN 9789632521008 · ford.: Both Előd (Talentum tudományos könyvtár sorozat)
- Brian Cox – Andrew Cohen: A természet erői (Forces of Nature) – Akkord, Budapest, 2017 · ISBN 9789632521060 · ford.: Both Előd
- Brian Cox – Robin Ince(wd)[59] – Alexandra Feachem[103]: A végtelen majomketrec. Hogyan építsünk univerzumot? (The infinite monkey cage) – Akkord, 2020 · ISBN 9789632521343 · ford.: Both Előd
- Andrew Cohen – Brian Cox: A bolygók élete (The Planets) – Akkord, 2023 · ISBN 9789632521633 · ford.: Both Előd
- Brian Cox – Jeff Forshaw[49]: Fekete lyukak (Black Holes) – Akkord, Budapest, 2024 · ISBN 9789632522227 · fordította: Both Előd

## Külső hivatkozások
- Hivatalos oldal
- Brian Cox a Facebookon
- Brian Cox az Internet Movie Database-ben (angolul)

## Fordítás
- Ez a szócikk részben vagy egészben  a   Brian Cox (physicist) című angol Wikipédia-szócikk fordításán alapul.  Az eredeti cikk szerkesztőit annak laptörténete sorolja fel. Ez a jelzés csupán a megfogalmazás eredetét és a szerzői jogokat jelzi, nem szolgál a cikkben szereplő információk forrásmegjelöléseként.